# Tom Walkinshaw

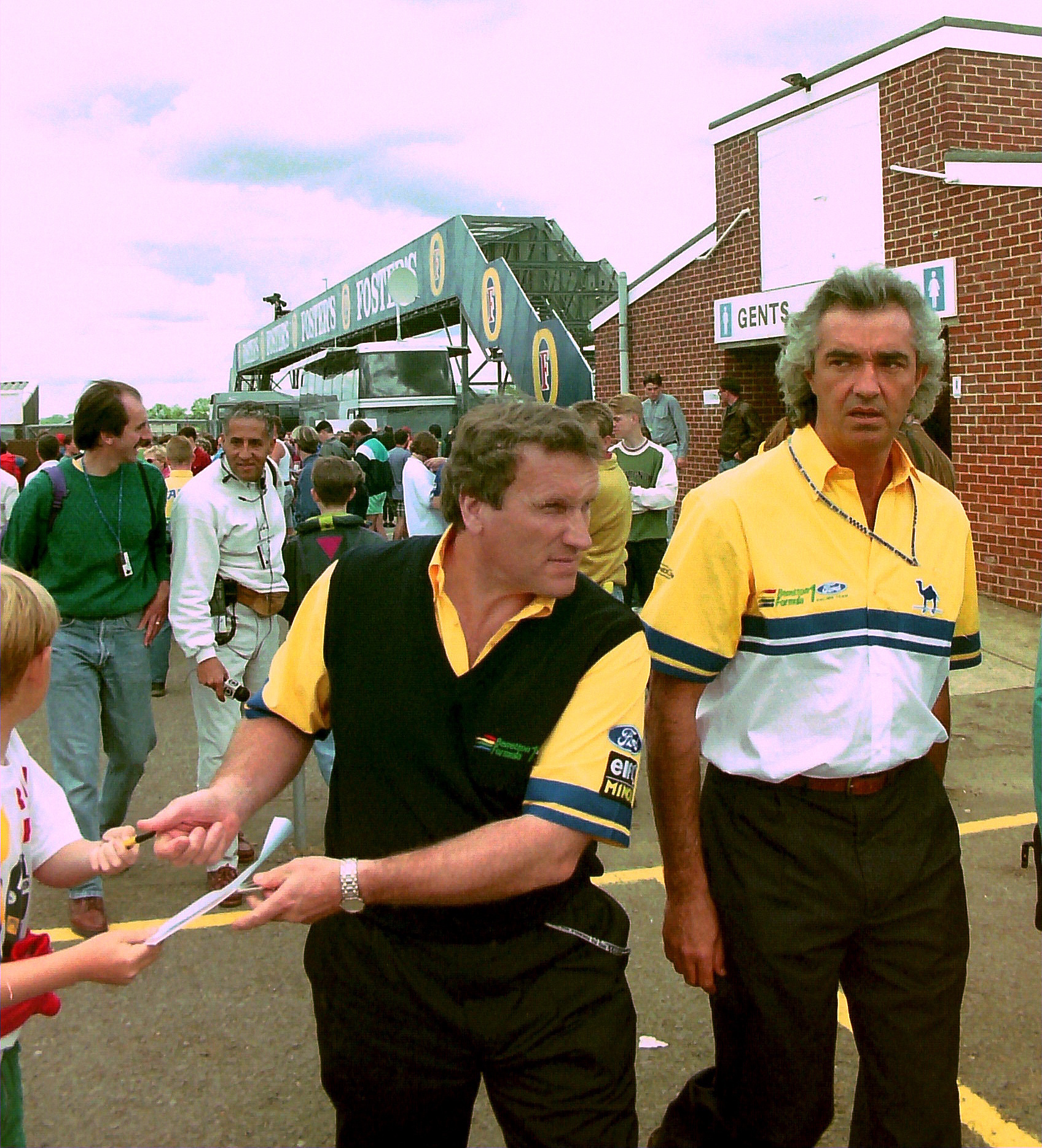
Tom Walkinshaw (links) und Flavio Briatore 1993

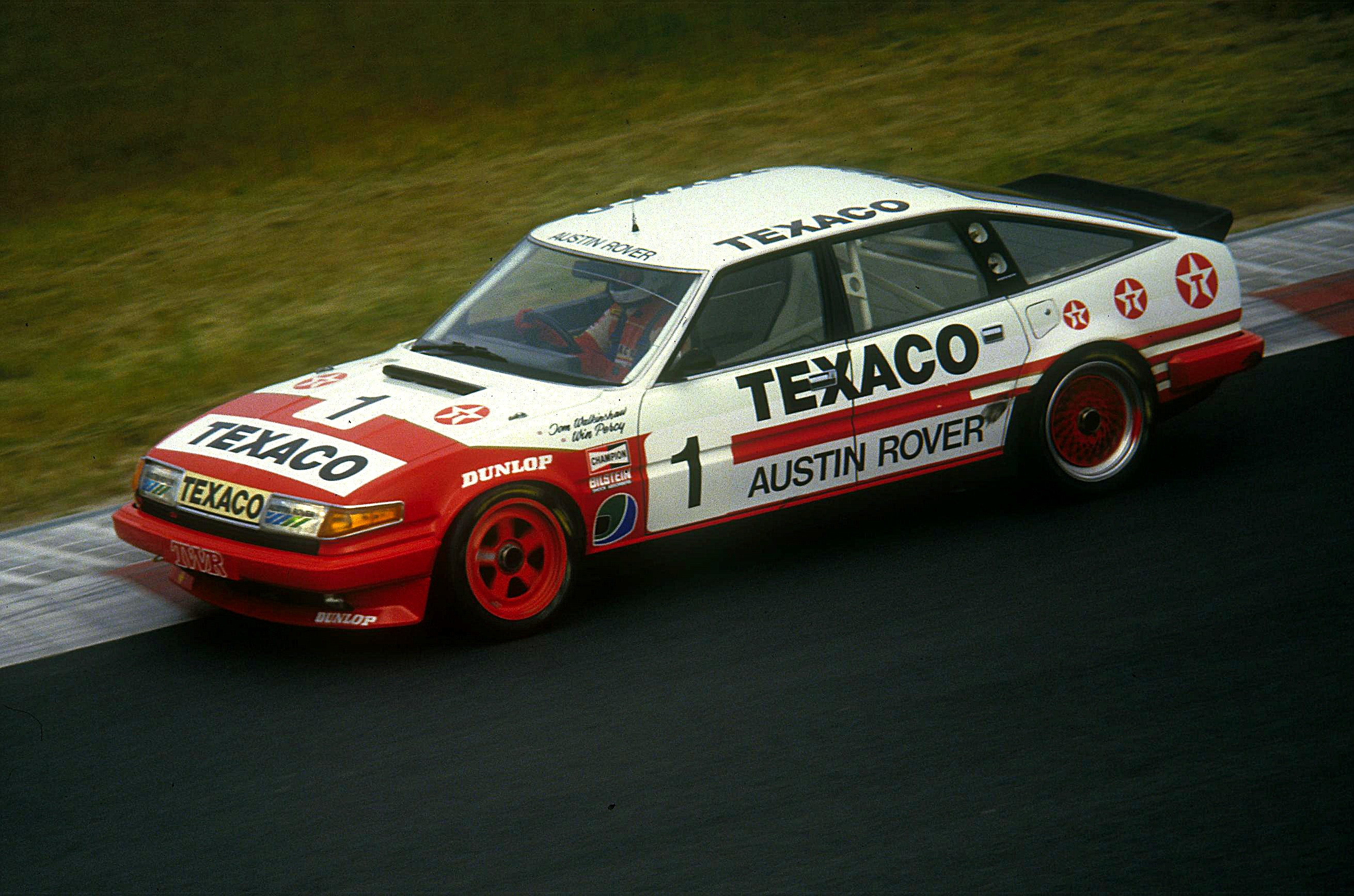
Der Rover SD1 von Tom Walkinshaw und Win Percy auf dem Nürburgring, 1985

Thomas Dobbie Thompson „Tom“ Walkinshaw (* 14. August 1946 in bei Penicuik; † 12. Dezember 2010 ebenda) war ein britischer Automobilrennfahrer und Gründer und Besitzer des Rennteams Tom Walkinshaw Racing.

## Karriere
Erste Rennen fuhr Walkinshaw 1968 in der schottischen Formel-Ford-1600-Serie, die er im darauffolgenden Jahr als Meister beendete. 1970 trat er in der englischen Formel-3-Meisterschaft an. Nach Sponsorenproblemen und einem schweren Unfall, bei dem er sich beide Beine brach, beendete Walkinshaw seine Monoposto-Karriere.

### Touren- und Sportwagen
1974 wechselte Walkinshaw zu den Tourenwagen und gewann im gleichen Jahr auf einem Ford Capri die British Touring Car Championship. Nach dem Ende des Vertrags mit Ford gründete Walkinshaw 1976 sein eigenes Team, Tom Walkinshaw Racing (TWR), und konnte mit John Fitzpatrick auf einem BMW CSL in Silverstone den ersten großen Sieg feiern. TWR setzte im Laufe der folgenden Jahre eine Vielzahl an Marken in unterschiedlichen Rennserien ein. Unter Walkinshaws Regie wurden Rennwagen auf Basis von Autos der Marken BMW, Mazda, Opel, Rover und Jaguar aufgebaut. 1980 und 1981 wurde die British Touring Car Championship gewonnen. Der Range Rover, mit dem René Metge 1981 die Rallye Dakar gewann, wurde von Walkinshaws Team gebaut.
1982 startete TWR mit Jaguar in der europäischen und mit Rover in der britischen Tourenwagen-Meisterschaft. Der Sieg in der Tourenwagen-Europameisterschaft 1984 mit Walkinshaw als Fahrer und bei den 24 Stunden von Spa mit einem Jaguar XJS veranlasste Jaguar dazu, TWR mit der Entwicklung eines Wagens für die 24 Stunden von Le Mans zu beauftragen.
1987 und 1988 gewann TWR mit den von Tony Southgate und später von Ross Brawn konstruierten Jaguar XJR-Prototypen die Sportwagen-Weltmeisterschaft und 1988 und 1990 die 24 Stunden von Le Mans. 1991 kam ein dritter Titel in der Sportwagen-Weltmeisterschaft hinzu.

### Formel 1
Tom Walkinshaw übernahm dann den Posten des Chef-Ingenieurs beim Benetton Formel-1-Team, mit dem er 1994 die Weltmeisterschaft gewann. Ende des Jahres wurde er nach Streitigkeiten von Benetton-Teamchef Flavio Briatore zu Ligier umdirigiert, das er ursprünglich beabsichtigte zu kaufen, aber gegen französische Investoreninteressen, die Alain Prost als späteren Eigentümer bevorzugten, letztlich den Kürzeren zog. 1996 kaufte Walkinshaw dann das Arrows-Team, das 1997 mit Yamaha-Motoren und Ex-Weltmeister Damon Hill beim Grand Prix von Ungarn knapp den ersten Sieg verpasste. Zu dieser Zeit hatte TWR 1500 Angestellte in Großbritannien, Schweden, Australien und den USA.
2002 ging Arrows in Insolvenz und zog TWR mit in den finanziellen Abgrund. Den australischen Teil des Unternehmens übernahm die Marke Holden, die daraus Holden Special Vehicles bildete und in der V8-Supercar-Serie antrat. 2006 kehrte Walkinshaw zu diesem Team zurück und half beim Titelgewinn des Fahrers Rick Kelly. Ende 2006 kaufte Walkinshaw den kleinen australischen Sportwagenhersteller Elfin Sports Cars.
Walkinshaw starb 2010 im Alter von 64 Jahren an Lungenkrebs.

## Sonstiges
- Die Oxford Brookes University verlieh Tom Walkinshaw den Ehrendoktor der Ingenieurwissenschaften.
- Walkinshaw war Vorsitzender des Gloucester Rugby Clubs.

## Statistik

### Le-Mans-Ergebnisse
| Jahr | Team                       | Fahrzeug    | Teamkollege      | Teamkollege    | Platzierung | Ausfallgrund |
| ---- | -------------------------- | ----------- | ---------------- | -------------- | ----------- | ------------ |
| 1976 | Hermetite Productions Ltd. | BMW 3.0 CSL | John Fitzpatrick |                | Ausfall     | Wagenbrand   |
| 1977 | Luigi Racing               | BMW 3.0 CSL | Eddy Joosen      | Claude de Wael | Ausfall     | Motorschaden |
| 1978 | BMW Great Britain          | Osella PA6  | Dieter Quester   | Rad Dougall    | Ausfall     | Unfall       |
| 1981 | Mazdaspeed Co. Ltd.        | Mazda RX-7  | Tetsu Ikuzawa    | Peter Lovett   | Ausfall     | Motorschaden |
| 1982 | Mazdaspeed Co. Ltd.        | Mazda RX-7  | Chuck Nicholson  | Peter Lovett   | Ausfall     | Motorschaden |

### Einzelergebnisse in der Sportwagen-Weltmeisterschaft
| Saison | Team                                | Rennwagen          | 1   | 2   | 3   | 4   | 5   | 6   | 7   | 8   | 9   | 10  | 11  | 12  | 13  | 14  | 15  | 16  | 17  |
| ------ | ----------------------------------- | ------------------ | --- | --- | --- | --- | --- | --- | --- | --- | --- | --- | --- | --- | --- | --- | --- | --- | --- |
| 1976   | Hermetite BMW                       | BMW 3.5 CSL        | MUG | VAL | NÜR | MON | SIL | IMO | NÜR | ZEL | PER | WAT | MOS | DIJ | DIJ | SAL |     |     |     |
| 1976   | Hermetite BMW                       | BMW 3.5 CSL        | 8   | 4   |     |     | 1   |     | 11  | 2   |     | DNF |     | 7   |     |     |     |     |     |
| 1977   | Faltz Racing                        | BMW 320            | DAY | MUG | DIJ | MON | SIL | NÜR | VAL | PER | WAT | EST | LEC | MOS | IMO | SAL | BRH | HOK | VAL |
| 1977   | Faltz Racing                        | BMW 320            |     |     |     |     |     |     |     |     |     |     |     | 8   |     |     |     |     |     |
| 1978   | Faltz Preparation BMW Great Britain | BMW 320 Osella PA6 | DAY | SEB | MUG | TAL | DIJ | SIL | NÜR | LEM | MIS | DAY | WAT | VAL | ROD |     |     |     |     |
| 1978   | Faltz Preparation BMW Great Britain | BMW 320 Osella PA6 |     |     |     |     | DNF |     |     | DNF |     |     |     |     |     |     |     |     |     |
| 1979   | Valvoline Racing                    | Ford Capri         | DAY | SEB | MUG | TAL | DIJ | RIV | SIL | NÜR | LEM | PER | DAY | WAT | SPA | BRH | ROA | VAL | ELS |
| 1979   | Valvoline Racing                    | Ford Capri         |     |     |     |     |     |     |     |     |     | DNF |     |     |     |     |     |     |     |
| 1981   | Mazdaspeed TWR                      | Mazda RX-7         | DAY | SEB | MUG | MON | RIV | SIL | NÜR | LEM | PER | DAY | WAT | SPA | MOS | ROA | BRH |     |     |
| 1981   | Mazdaspeed TWR                      | Mazda RX-7         |     |     |     |     |     |     |     | DNF |     |     |     | 1   |     |     |     |     |     |
| 1982   | Mazdaspeed                          | Mazda RX-7         | MON | SIL | NÜR | LEM | SPA | MUG | FUJ | BRH |     |     |     |     |     |     |     |     |     |
| 1982   | Mazdaspeed                          | Mazda RX-7         |     | DNF |     | DNF |     |     | 6   |     |     |     |     |     |     |     |     |     |     |